# 東彼杵郡
東彼杵郡（ひがしそのぎぐん）は、長崎県の郡。

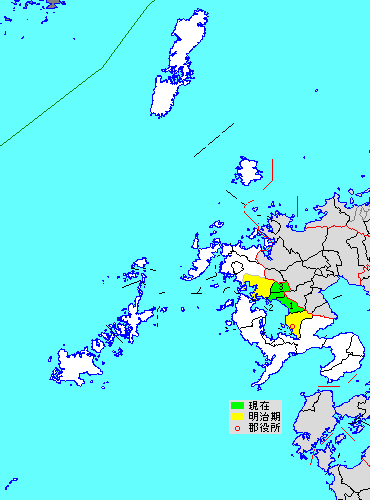
長崎県東彼杵郡の位置（1.東彼杵町 2.川棚町 3.波佐見町）

長崎県内では所在・管轄する地域を示す郡名の略称として東彼（とうひ）とも呼ばれる。
人口33,610人、面積167.54km²、人口密度201人/km²。（2025年2月1日、推計人口）
以下の3町を含む。
- 東彼杵町（ひがしそのぎちょう）
- 川棚町（かわたなちょう）
- 波佐見町（はさみちょう）

## 郡域
1878年（明治11年）に行政区画として発足した当時の郡域は、上記3町のほか、下記の区域にあたる。
- 佐世保市の一部（野崎町、庵浦町、赤崎町、小島町、鵜渡越町、矢岳町、東大久保町、福田町、清水町、中通町、横尾町、春日町、桜木町、赤木町、田代町、小佐世保町、木風町、日宇町、黒髪町、心野町より南東および烏帽子町の一部）
- 大村市の全域

## 歴史

### 郡発足までの沿革
- 「旧高旧領取調帳」に記載されている明治初年時点での、彼杵郡のうち後の本郡域の支配は以下の通り。（1町20村）

| 知行 | 知行       | 村数     | 村名 |
| ---- | ---------- | -------- | --- |
| 藩領 | 肥前大村藩 | 1町 13村 | 大村城下、大村、萱瀬村、竹松村、福重村、松原村、千綿村、彼杵村、川棚村、下波佐見村、上波佐見村、宮村、鈴田村、三浦村 |
| 藩領 | 肥前平戸藩 | 7村      | 佐世保村、日宇村、早岐村、折尾瀬村、広田村、江上村、崎針尾村                                                         |

- 明治4年
  - 7月14日（1871年8月29日） - 廃藩置県により、大村県、平戸県の管轄となる。
  - 11月14日（1871年12月25日） - 第1次府県統合により、全域が長崎県の管轄となる。
- 明治初年 - 大村城下各町が合併して大村町となる。（1町20村）

### 郡発足以降の沿革
- 明治11年（1878年）10月28日 - 郡区町村編制法の長崎県での施行により、彼杵郡のうち大村町ほか1町20村の区域に行政区画としての東彼杵郡が発足。郡役所が大村町に設置。

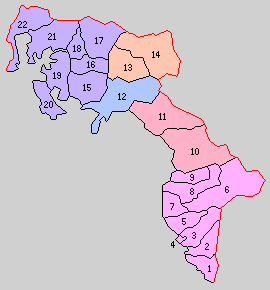
1.三浦村 2.鈴田村 3.大村 4.大村町 5.西大村 6.萱瀬村 7.竹松村 8.福重村 9.松原村 10.千綿村 11.彼杵村 12.川棚村 13.下波佐見村 14.上波佐見村 15.宮村 16.広田村 17.折尾瀬村 18.早岐村 19.江上村 20.崎針尾村 21.日宇村 22.佐世保村（紫：佐世保市 桃：大村市 橙：東彼杵町 青：川棚町）

- 明治22年（1889年）4月1日 - 町村制の施行により、以下の町村が発足。［ ］は合併もしくは分割した村。（1町21村）
  - 三浦村、鈴田村、大村［大村の一部[4]］、大村町、西大村［大村の一部[5]］、萱瀬村、竹松村、福重村、松原村（現・大村市）
  - 千綿村、彼杵村（現・東彼杵町）
  - 川棚村（現・川棚町）
  - 下波佐見村、上波佐見村（現・波佐見町）
  - 宮村、広田村、折尾瀬村、早岐村、江上村、崎針尾村、日宇村、佐世保村（現・佐世保市）
- 明治30年（1897年）4月1日 - 郡制を施行。
- 明治35年（1902年）
  - 4月1日 ‐ 佐世保村が市制施行して佐世保市となり、郡より離脱。同日、佐世保村の一部（横尾免・山中免・熊ヶ倉免および折橋免の一部）が分立して佐世村が発足[6]。（1町21村）
- 大正12年（1923年）4月1日
  - 郡会が廃止。郡役所は存続。
  - 早岐村が町制施行して早岐町となる。（2町20村）
- 大正14年（1925年）4月1日 ‐ 大村町・大村が合併し、改めて大村町が発足。（2町19村）
- 大正15年（1926年）7月1日 - 郡役所が廃止。以降は地域区分名称となる。
- 昭和2年（1927年）4月1日（2町16村）
  - 佐世村・日宇村が佐世保市に編入。
  - 早岐町・広田村が合併し、改めて早岐町が発足。
- 昭和9年（1934年）11月3日（4町14村）
  - 川棚村が町制施行して川棚町となる。
  - 上波佐見村が町制施行して上波佐見町となる。
- 昭和14年（1939年）11月3日 ‐ 大村町・西大村・竹松村が合併し、改めて大村町が発足。（4町12村）
- 昭和15年（1940年）11月3日 ‐ 彼杵村が町制施行して彼杵町となる。（5町11村）
- 昭和17年（1942年）
  - 2月11日 ‐ 大村町・三浦村・鈴田村・萱瀬村・福重村・松原村が合併して大村市が発足し、郡より離脱。（4町6村）
  - 5月27日 ‐ 早岐町が佐世保市に編入。（3町6村）
- 昭和30年（1955年）4月1日 ‐ 折尾瀬村・江上村・崎針尾村が佐世保市に編入。（3町3村）
- 昭和31年（1956年）6月1日 ‐ 下波佐見村・上波佐見町が合併して波佐見町が発足。（3町2村）
- 昭和33年（1958年）8月1日 ‐ 宮村が佐世保市に編入。（3町1村）
- 昭和34年（1959年）5月1日 ‐ 彼杵町・千綿村が合併して東彼杵町が発足。（3町）
- 昭和38年（1963年）7月1日 - 東彼杵町の一部（武留路郷）が大村市に編入。

### 変遷表
| 明治22年以前 | 明治22年4月1日 | 明治22年 - 大正15年   | 昭和1年 - 昭和19年             | 昭和1年 - 昭和19年             | 昭和20年 - 昭和64年           | 平成1年 - 現在 | 現在     |
| ------------ | -------------- | --------------------- | ------------------------------ | ------------------------------ | ----------------------------- | -------------- | -------- |
| 大村町       | 大村町         | 大正14年4月1日 大村町 | 昭和14年11月3日 大村町         | 昭和17年2月11日 大村市         | 大村市                        | 大村市         | 大村市   |
| 大村         | 大村           | 大正14年4月1日 大村町 | 昭和14年11月3日 大村町         | 昭和17年2月11日 大村市         | 大村市                        | 大村市         | 大村市   |
| 大村         | 西大村         | 西大村                | 昭和14年11月3日 大村町         | 昭和17年2月11日 大村市         | 大村市                        | 大村市         | 大村市   |
| 竹松村       | 竹松村         | 竹松村                | 昭和14年11月3日 大村町         | 昭和17年2月11日 大村市         | 大村市                        | 大村市         | 大村市   |
| 三浦村       | 三浦村         | 三浦村                | 三浦村                         | 昭和17年2月11日 大村市         | 大村市                        | 大村市         | 大村市   |
| 鈴田村       | 鈴田村         | 鈴田村                | 鈴田村                         | 昭和17年2月11日 大村市         | 大村市                        | 大村市         | 大村市   |
| 萱瀬村       | 萱瀬村         | 萱瀬村                | 萱瀬村                         | 昭和17年2月11日 大村市         | 大村市                        | 大村市         | 大村市   |
| 福重村       | 福重村         | 福重村                | 福重村                         | 昭和17年2月11日 大村市         | 大村市                        | 大村市         | 大村市   |
| 松原村       | 松原村         | 松原村                | 松原村                         | 昭和17年2月11日 大村市         | 大村市                        | 大村市         | 大村市   |
| 彼杵村       | 彼杵村         | 彼杵村                | 昭和15年11月3日 町制 彼杵町    | 昭和15年11月3日 町制 彼杵町    | 昭和34年5月1日 東彼杵町       | 東彼杵町       | 東彼杵町 |
| 千綿村       | 千綿村         | 千綿村                | 千綿村                         | 千綿村                         | 昭和34年5月1日 東彼杵町       | 東彼杵町       | 東彼杵町 |
| 川棚村       | 川棚村         | 川棚村                | 昭和9年11月3日 町制            | 昭和9年11月3日 町制            | 川棚町                        | 川棚町         | 川棚町   |
| 上波佐見村   | 上波佐見村     | 上波佐見村            | 昭和9年11月3日 町制 上波佐見町 | 昭和9年11月3日 町制 上波佐見町 | 昭和31年6月1日 波佐見町       | 波佐見町       | 波佐見町 |
| 下波佐見村   | 下波佐見村     | 下波佐見村            | 下波佐見村                     | 下波佐見村                     | 昭和31年6月1日 波佐見町       | 波佐見町       | 波佐見町 |
| 佐世保村     | 佐世保村       | 明治35年4月1日 市制   | 佐世保市                       | 佐世保市                       | 佐世保市                      | 佐世保市       | 佐世保市 |
| 佐世保村     | 佐世保村       | 明治35年4月1日 佐世村 | 昭和2年4月1日 佐世保市に編入   | 佐世保市                       | 佐世保市                      | 佐世保市       | 佐世保市 |
| 日宇村       | 日宇村         | 日宇村                | 昭和2年4月1日 佐世保市に編入   | 佐世保市                       | 佐世保市                      | 佐世保市       | 佐世保市 |
| 早岐村       | 早岐村         | 大正12年4月1日 町制   | 早岐町                         | 昭和17年5月27日 佐世保市に編入 | 佐世保市                      | 佐世保市       | 佐世保市 |
| 広田村       | 広田村         | 広田村                | 昭和2年4月1日 早岐町に編入     | 昭和17年5月27日 佐世保市に編入 | 佐世保市                      | 佐世保市       | 佐世保市 |
| 折尾瀬村     | 折尾瀬村       | 折尾瀬村              | 折尾瀬村                       | 折尾瀬村                       | 昭和30年4月1日 佐世保市に編入 | 佐世保市       | 佐世保市 |
| 江上村       | 江上村         | 江上村                | 江上村                         | 江上村                         | 昭和30年4月1日 佐世保市に編入 | 佐世保市       | 佐世保市 |
| 崎針尾村     | 崎針尾村       | 崎針尾村              | 崎針尾村                       | 崎針尾村                       | 昭和30年4月1日 佐世保市に編入 | 佐世保市       | 佐世保市 |
| 宮村         | 宮村           | 宮村                  | 宮村                           | 宮村                           | 昭和33年8月1日 佐世保市に編入 | 佐世保市       | 佐世保市 |

## 行政
歴代郡長
| 代 | 氏名       | 就任年月日                 | 退任年月日                | 備考                   |
| -- | ---------- | -------------------------- | ------------------------- | ---------------------- |
| 1  |            | 明治11年（1878年）10月28日 |                           |                        |
| ?  | 田中秀次郎 | 大正13年（1924年）??月??日 |                           |                        |
|    |            |                            | 大正15年（1926年）6月30日 | 郡役所廃止により、廃官 |